# 중앙초등학교 (원주시)
중앙초등학교는 대한민국 강원특별자치도 원주시 학성동에 있는 공립 초등학교이다.

## 학교 연혁
- 1969.04.21 중앙국민학교 개교
- 1972.02.12 제1회 졸업식 거행
- 1996.03.01 중앙초등학교로 개칭
- 2015.02.11 제44회 졸업식(총 9,858명)
- 2017.09.01. 제16대 함경환 교장 부임
- 2017.03.01 13학급 편성(특수학급 1학급 포함)

## 참고 자료
- 중앙초등학교 - 한국교육학술정보원 학교알리미